# Carlos Roberto
Carlos Roberto, właśc. Carlos Roberto de Carvalho (ur. 1 maja 1948 w Rio de Janeiro) – brazylijski piłkarz, występujący podczas kariery na pozycji ofensywnego pomocnika.

## Kariera klubowa
Karierę piłkarską Carlos Roberto rozpoczął w klubie Botafogo FR w 1967. Z Botafogo dwukrotnie zdobył mistrzostwo stanu Rio de Janeiro w 1967, 1968 i Taça Brasil w 1968. W Botafogo 8 sierpnia 1971 w zremisowanym 0-0 derbowym meczu z Amériką Rio de Janeiro zadebiutował w lidze brazylijskiej. W barwach Fogâo rozegrał 442 spotkania, w których strzelił 3 bramki.
W latach 1976–1981 występował kolejno w Santosie FC, Athletico Paranaense, Fluminense Rio de Janeiro i Bangu AC. W 1982 był zawodnikiem CSA Maceió. Z CSA zdobył mistrzostwo stanu Alagoas – Campeonato Alagoano. W CSA 7 lutego 1982 w zremisowanym 3-3 meczu z Fluminense Carlos Roberto po raz ostatni wystąpił w lidze. Ogółem w latach 1971–1982 rozegrał w lidze rozegrał 176 spotkań, w których strzelił 3 bramki. Karierę zakończył w Bonsucesso Rio de Janeiro.

## Kariera reprezentacyjna
W reprezentacji Brazylii zadebiutował 17 lipca 1968 w wygranym 4-0 towarzyskim meczu z reprezentacją Peru. Drugi i ostatni raz w reprezentacji wystąpił 7 sierpnia 1968 w wygranym 4-1 towarzyskim meczu z reprezentacją Argentyny.
| Mecze i gole w reprezentacji | Mecze i gole w reprezentacji | Mecze i gole w reprezentacji | Mecze i gole w reprezentacji | Mecze i gole w reprezentacji | Mecze i gole w reprezentacji | Mecze i gole w reprezentacji |
| #                            | Data                         | Miasto                       | Przeciwnik                   | Gol                          | Wynik                        | Rozgrywki                    |
| ---------------------------- | ---------------------------- | ---------------------------- | ---------------------------- | ---------------------------- | ---------------------------- | ---------------------------- |
| 1.                           | 17.07.1968                   | Lima                         | Peru                         |                              | 4:0                          | towarzyski                   |
| 2.                           | 07.08.1968                   | Rio de Janeiro               | Argentyna                    |                              | 4:1                          | towarzyski                   |

## Kariera trenerska
Zaraz po zakończeniu Carlos Roberto został trenerem w swoim byłym klubie – Bonsucesso. W czasie swojej kariery trenerskie dwukrotnie był selekcjonerem reprezentacji Tajlandii. Prowadził m.in. kluby z Rio de Janeiro: Madureire, Botafogo i Amérike. Z Botafogo zdobył mistrzostwo stanu Rio de Janeiro w 2006. Od 2009 pracuje w klubach w Tajlandii.